# Darling (V6の曲)
「Darling」（ダーリン）は、V6の23枚目のシングル。2003年5月28日にavex traxから発売された。

## 解説
- グループ12作目のオリコンシングルチャート1位を獲得。初動売り上げだけで前作の累計売り上げを突破し、最終的には約20万枚売り上げた。
- DarlingはTBS系ドラマ『きみはペット』の主題歌となった。4種類の初回限定盤、1種類の通常盤の5形態で発売された。 コピーコントロールCDでの発売。
- 2003年オリコン年間シングルランキングで38位。これはこれまでのV6のシングル中での最高順位となった。岡田のみにソロパートが存在する。

## 収録曲
1. Darling [4:09]
作詞：MIZUE
作曲：TSUKASA
編曲：本間昭光
  - 長野博出演 TBS系ドラマ『きみはペット』主題歌
  - V6主演 映画『ハードラックヒーロー』挿入歌

振り付けはKABA.ちゃんが担当した。
サビの歌詞は、日本語と英語の口語（話し言葉）で構成しており、語感重視で組み立てられた内容になっている。
2. 光り射す場所へ [5:11] - 20th Century
作詞：柚木美祐
作曲：森元康介
編曲：CHOKKAKU
3. Darling（KARAOKE）

## 収録アルバム
- 『∞ INFINITY 〜LOVE & LIFE〜』（#1）
- 『Replay〜Best of 20th Century〜』（#2）
- 『Very best II』（#1）
- 『SUPER Very best』（#1）

## 映像作品
- LOVE&LIFE 〜V6 SUMMER SPECIAL DREAM LIVE 2003〜 （#1）
- Film V6 act IV -DANCE CLIPS and more- （#1）
- 10th Anniversary CONCERT TOUR 2005 "musicmind"（#1）
- V6 LIVE TOUR 2007 Voyager -僕と僕らのあしたへ-（#1）
- 20th Century LIVE TOUR 2009 HONEY HONEY HONEY/We are Coming Century Boys LIVE Tour 2009 （#1）
- V6 ASIA TOUR 2010 in JAPAN READY?（#1）
- V6 live tour 2011 Sexy.Honey.Bunny! （#1）
- V6 LIVE TOUR 2013 “Oh! My! Goodness!” （#1）
- V6 LIVE TOUR 2015 -SINCE 1995〜FOREVER- （#1）
- The ONES （初回生産限定盤B #1）
- LIVE TOUR 2017 The ONES（#1）
- LIVE TOUR V6 groove（#1）

## 特典
- 初回限定盤（黄）
  - Darling オリジナル・ピンナップ・ポスター
- 初回限定盤（赤）
  - Darling オリジナル・ダイアリー（～2004年5月）
- 初回限定盤（青）
  - Darling オリジナル・アイロン・プリント
- 初回限定盤（緑）
  - Darling オリジナル携帯スクリーンシート